# Spiegelgeschichte
Die Spiegelgeschichte von Ilse Aichinger wurde 1949 verfasst und im August desselben Jahres in vier Folgen in der Wiener Tageszeitung veröffentlicht. Die Autorin erhielt 1952 für dieses Prosastück den Literaturpreis der Gruppe 47. Die Geschichte handelt von einer Frau, deren Lebensgeschichte rückwärts erzählt wird. Am Anfang und am Ende der Geschichte steht der Tod. Eine außenstehende Stimme erzählt der jungen Frau in der „Du-Form“ ihr Leben. 

## Analyse
Ilse Aichingers Kurzgeschichte Spiegelgeschichte behandelt den Zeitraum zwischen Geburt und Tod einer Frau in umgekehrter Reihenfolge. Es handelt sich hierbei um einen epischen Prosatext der Spezialgattung Kurzgeschichte. Dies ist am offenen Anfang der Geschichte und dem Vorhandensein einer einzigen Hauptfigur zu erkennen. Die Geschichte wird von einem auktorialen Du-Erzähler erzählt, meist im Präsens Indikativ mit Zukunftsreferenz, stellenweise auch im Imperativ [„Geh jetzt, jetzt ist der Augenblick ...“]. Der Erzähler kommentiert die Handlung und ist allwissend, was die auktoriale Erzählsituation ausmacht. Die Geschichte wird aus der Innensicht der Figur vermittelnd erzählt (Telling). Dies erkennt man an der detaillierten Beschreibung der Gefühlswelt der Hauptfigur (Innenansicht), jedoch ist der Erzähler allwissend und beschränkt sich nicht nur auf das Wissen der Hauptfigur (Telling).
Die Handlung wird berichtend erzählt, jedoch verläuft die Handlung nicht kontinuierlich. Belege dafür findet man häufig an Stellen, in welchen Personen miteinander interagieren. So ist die Szene, in der die Bestatter den Sarg öffnen, vorwärts gerichtet, obwohl die Geschichte rücklaufend erzählt wird. Auch die Szene mit der „Alten“ ist ein Beweis für die Diskontinuität, da sie, so wie sie im Text steht, logisch ist, jedoch nicht zu der Erzählform, die rückwärts läuft, passt. Die Erzählstruktur ist auf einen Erzählstrang beschränkt. Es finden sich auch Vorausdeutungen und Rückblenden, etwa unmittelbar am Anfang: „Wenn einer dein Bett ...“.
Da es sich um eine Kurzgeschichte handelt, die vom ganzen Leben einer Frau handelt, muss die Geschichte notgedrungen in Zeitraffung erzählt werden. Die Lesezeit (Erzählzeit) beträgt etwa 5 bis 8 Minuten und die erzählte Zeit ein ganzes Leben. 
Als Symbole und Chiffren finden sich in der Geschichte u. a. der grüne Himmel, die Schiffe, die gelben Blumen und vor allem der blinde Spiegel. Der blinde Spiegel wäre näher zu erläutern, da er die Diskontinuität der Geschichte rechtfertigt und somit das Absurde wieder geraderückt.